# Velike Češnjice
Velike Češnjice je eno izmed šestnajstih naselij, ki spadajo pod krajevno skupnost Šentvid pri Stični občine Ivančna Gorica.
V naselju je cerkev svete Ane, ter manjša kapela.
Ime naselja izhaja iz okoliških s češnjami porastlih hribov.